# Adam Gołuchowski
Adam Maria Stanisław Gołuchowski (ur. 10 października 1855 we Lwowie, zm. 15 kwietnia 1914 tamże) – ziemianin, hrabia, konserwatywny polityk galicyjski, poseł na Sejm Krajowy Galicji, marszałek krajowy Galicji od 1912 roku.

## Życiorys
Adam Gołuchowski pochodził z bogatej rodziny arystokratycznej, był trzecim spośród czterech synów Agenora Romualda Gołuchowskiego, namiestnika Galicji i austriackiego ministra spraw wewnętrznych (starszym bratem Adama był Agenor Maria Adam Gołuchowski, austriacki minister spraw zagranicznych). Po ojcu odziedziczył część jego dóbr z centrum w Husiatynie, w którego okolicach zbudował swój pałac. Był prezesem rady nadzorczej Galicyjskiego Akcyjnego Banku Hipotecznego we Lwowie. Jednocześnie prowadził karierę polityczną. Od 1885 do 1911 roku był deputowanym do austriackiej Rady Państwa (z przerwą w latach 1897–1900), a od 1895 roku posłem na Sejm Krajowy Galicji. Pod koniec 1909 został mianowany przez cesarza na członka Izby Panów. 14 czerwca 1912 roku został mianowany przez cesarza Franciszka Józefa I na marszałka krajowego Galicji, przewodniczył obradom ostatniej sesji Sejmu Krajowego, która odbyła się na przełomie 1913 i 1914 roku. Według stanu z 1914 był członkiem zarządu Krajowego Związku Zdrojowisk i Uzdrowisk we Lwowie.
W 1898 został odznaczony Orderem Korony Żelaznej II klasy. W 1914 został odznaczony Krzyżem Wielkim Order Leopolda.
Zmarł 15 kwietnia 1914 we Lwowie i został pochowany w Skale. Uroczysty pogrzeb odbył się we Lwowie, w Skale Podolskiej podczas złożenia zwłok do  rodzinnego grobu uczestniczyła tylko najbliższa rodzina.